# Aichtal
Aichtal este un oraș din landul Baden-Württemberg, Germania.